# Hungría en los Juegos Paralímpicos de Turín 2006
Hungría estuvo representada en los Juegos Paralímpicos de Turín 2006 por dos deportistas, un hombre y una mujer. El equipo paralímpico húngaro no obtuvo ninguna medalla en estos Juegos.